# Leo Hemetsberger
Leo Hemetsberger (* 9. März 1965 in Innsbruck) ist ein österreichischer Philosoph.

## Leben
Hemetsberger studierte an der Universität Wien und promovierte 2005. Er lebt in Baden bei Wien. 2002–2015 unterrichtete er an der Militärakademie Wr. Neustadt. Im Jahr 2007 gründete er die erste Philosophische Praxis in Niederösterreich. 2008–2014 leitete er in Kooperation mit dem Institut für Kulturkonzepte den postgradualen Lehrgang Kultur & Organisation an der Universität Wien. Seit 2010 ist er Obmann der Gesellschaft für angewandte Philosophie, die in Kooperation mit dem Institut für Philosophie an der Universität Wien den ersten postgradualen Lehrgang für Philosophische Praxis im deutschsprachigen Raum entwickelt hat. Er unterrichtet seit 2015 im Lehrgang und ist Beiratsmitglied.

## Publikationen
- Hegels Geschlechtsbegriff und seine systematische Entwicklung. In: Max Gottschlich, Michael Wladika (Hrsg.): Dialektische Logik: Hegels Wissenschaft der Logik und ihre realphilosophischen Wirklichkeitsweisen. Königshausen & Neumann, Würzburg 2005, ISBN 3-8260-2741-8, S. 132–146.
- Zu Dialektik und Geschlecht bei Hegel. Peter Lang Verlag, Frankfurt am Main 2007, ISBN 978-3-631-55580-4.
- Antiker Kriegsbegriff. In: Armis et Litteris. Band 18: Beiträge zum modernen Kriegsbegriff. Theresianische Militärakademie, Wiener Neustadt 2008, DNB 988552256.
- Vom guten Leben. In: Armis et Litteris. Band 19: 10 Jahre Fachhochschul-Studiengang "Militärische Führung". Theresianische Militärakademie, Wiener Neustadt 2008, DNB 989582515.
- Endlich aus der Deckung. Österreichischer Wirtschaftsverlag, Wien 2008, ISBN 978-3-85212-131-4.
- 19682008. Katalogtext zu den Künstlern, S. 13–20, 40 Jahre Kunstverein Kärnten, 2008
- Gesa Birnkraut, Karin Wolf (Hrsg.): Soft Skills als Instrumente für Führungskräfte im Kulturmanagement - philosophisch paraphrasiert und pragmatisch betrachtet. In: Kulturmanagement konkret. Band 03, Institut für Kulturkonzepte Hamburg e.V., 2009, ISBN 978-3-9811437-2-0, S. 84–95.
- Das Unternehmenswohl und der Aufsichtsrat, Compliance Praxis, Dezember 2015,[2]
- 100 Jahre Kunstverein Baden. Katalogtext, S. 45–52, Kunstverein Baden, 2016
- Zur Notwendigkeit der Kränkung, Datum Magazin, Oktober 2020[3]